# Roger Jouve
Roger Jouve (ur. 11 marca 1949 w Marsylii) – francuski piłkarz, występujący na pozycji pomocnika.
Z zespołem RC Strasbourg zdobył mistrzostwo Francji (1979). W latach 1973–1979 rozegrał 7 meczów i strzelił 1 gola w reprezentacji Francji.